# Sundski otoki
Sundski otoki so otoška skupina v Jugovzhodni Aziji, del Malajskega otočja, ki se razprostira med Indokino in Avstralijo na meji med Indijskim ter Tihim oceanom. Proti severu se nahaja Filipinsko otočje, vzhodno od njih pa otok Nova Gvineja.
Po velikosti jih nadalje ločujemo na Velike Sundske otoke na zahodu in Male Sundske otoke na vzhodu. Celotno skupino poleg štirih velikih sestavlja na tisoče majhnih otokov, od tega jih je samo pod indonezijsko upravo več kot 13.000.
Večina ozemlja pripada Indoneziji, le največji otok Borneo si delijo Indonezija, Malezija in Brunej, Timor pa Indonezija in država Vzhodni Timor.

## Seznam otokov
- Veliki Sundski otoki
  - Borneo
  - Java
  - Sumatra
  - Sulavezi
- Mali Sundski otoki
  - Bali
  - Lombok
  - Sumbava
  - Flores
  - Sumba
  - Timor
  - Alorski otoki
  - Otoki Barat Daja
  - Otoki Tanimbar